# Frozen II (banda sonora)
Frozen II es el álbum de la banda sonora de la película animada de Disney del mismo nombre. La banda sonora fue lanzada el 15 de noviembre de 2019, mientras que la película fue lanzada el 22 de noviembre. Cuenta con siete nuevas canciones nuevamente compuestas por Kristen Anderson-Lopez y Robert Lopez junto con el regreso de "Renos Mejores Que Humanos" de la película original, además de los créditos finales de tres de las nuevas canciones de Panic! at the Disco, Kacey Musgraves y Weezer, respectivamente. La edición deluxe cuenta con un segundo disco de partituras del compositor Christophe Beck, así como canciones e instrumentales de las siete canciones de la película.

## Desarrollo
En marzo de 2018, Kristen Anderson-Lopez reveló en una entrevista que ella y su esposo, Robert Lopez, regresarían de la película Frozen para escribir nuevas canciones para su secuela Frozen II, que ya había grabado una canción para la secuela con la estrella Kristen Bell. El 13 de agosto de 2019, la estrella Josh Gad dijo que las canciones en la secuela serían "aún mejores" y "aún más pegadizas" que las de la primera película. Durante la D23 Expo 2019, se reveló que habría siete nuevas canciones. La lista completa de canciones se anunció el 30 de septiembre, junto con el anuncio de pedidos anticipados; la banda sonora fue lanzada por Walt Disney Records el 15 de noviembre.
La codirectora Jennifer Lee dijo que "las canciones y la partitura de Frozen 2 reflejan el crecimiento de los personajes y la profundización de su historia" y calificó las canciones de "emotivas, personales pero poderosas, íntimas pero también épicas", mientras que el codirector Chris Buck dijo que «la música de los López y [el compositor] Christophe Beck son parte del ADN de Frozen. No podríamos imaginar construir Frozen 2 sin ellos. Traen una comprensión muy rica y emocional del mundo y los personajes, y a través de su increíble música, hemos podido realmente profundizar y expandir la historia». La canción "Into the Unknown", cantada por Idina Menzel como Elsa con voces adicionales de la artista noruega Aurora (como la voz del Viento del Norte), ha sido llamada la sucesora de "Let It Go" de Frozen. Anderson-Lopez dijo que "[desde] el comienzo de la colaboración [de ella y López] con Jennifer Lee, Chris Buck y Peter Del Vecho, todo lo que [ellos] habían creado surgió de grandes preguntas: ¿Cuál es la historia que todos consideramos que como artistas, individual y colectivamente, necesitan contar? Anderson-Lopez también dijo que ella y López "abordan la historia a través del lente de qué momentos de [su] historia conducen a grandes emociones, sentimientos tan fuertes que [los] personajes ya no pueden hablar sino que necesitan cantar". López dijo que "la tradición de escribir canciones [de él y Anderson-López] proviene del mundo del teatro musical, donde las canciones siempre deben transmitir la historia de una manera fresca y sorprendente. Cada canción debe llevar a un personaje en un viaje". El 4 de noviembre de 2019, el Into the Unknown de Panic! at the Disco se lanzó como single. El 7 de noviembre de 2019, se lanzó una versión coreana de "Into the Unknown" realizada por la estrella de K-pop y miembro de Girls 'Generation, Taeyeon. El 8 de noviembre de 2019, se lanza la versión en español titulada Mucho más allá, interpretada por el cantante español David Bisbal.
El compositor Christophe Beck, quien previamente hizo los arreglos para la primera película, regresó para la secuela, con su partitura dibujando elementos de las canciones de López y Anderson-López. Al igual que con la primera película, Beck usó elementos noruegos para la partitura de la secuela, además de presentar al coro femenino noruego Cantus, y Beck afirmó que le da a la partitura un escenario "mágico", pero que aún está "arraigado en la verdadera tradición". Beck dijo que la partitura de la película refleja el crecimiento del personaje desde la película original, afirmando que "de manera similar a cómo Elsa y Anna han crecido desde la última película, la nueva partitura también ha madurado e introduce conceptos musicales más sofisticados y elementos temáticos ". Beck también dijo que quería que la partitura de la secuela reflejara la historia emocional "compleja e intensa" de la película, mientras comentaba que disfrutaba "explorando contrastes dinámicos extremos, complejidad armónica, texturas intrincadas con colores vibrantes y momentos melódicos enormemente expresivos".

## Lista de canciones
Todas las canciones escritas por Robert Lopez y Kristen Anderson-Lopez. Todas las partituras están compuestas por Christophe Beck.
| N.º | Título                                   | Intérprete(s)                                                                    | Duración |
| --- | ---------------------------------------- | -------------------------------------------------------------------------------- | -------- |
| 1.  | Mil Memorias                             | Leslie Gil                                                                       | 2:05     |
| 2.  | Desde el Corazón                         | Romina Marroquín, Carmen Sarahí, David Filio, Pepe Vilchis y elenco de Frozen II | 3:29     |
| 3.  | Mucho Más Allá                           | Carmen Sarahí y Aurora                                                           | 3:14     |
| 4.  | Cuando Sea Mayor                         | David Filio                                                                      | 1:51     |
| 5.  | Renos Mejores Que Humanos (continuación) | Pepe Vilchis                                                                     | 0:26     |
| 6.  | Tu Luz                                   | Pepe Vilchis                                                                     | 3:00     |
| 7.  | Muéstrate                                | Leslie Gil y Carmen Sarahí                                                       | 4:20     |
| 8.  | Lo Que Hay Que Hacer                     | Romina Marroquín                                                                 | 3:36     |
| 9.  | Into The Unknown (Créditos)              | Panic! at the Disco                                                              | 3:09     |
| 10. | All Is Found (Créditos)                  | Kacey Musgraves                                                                  | 3:03     |
| 11. | Lost in the Woods (Créditos)             | Weezer                                                                           | 3:05     |
| 12. | Mucho Más Allá (Créditos)                | David Bisbal                                                                     | 3:09     |
|     |                                          | Duración total:                                                                  | 34:45    |

| N.º | Título                                                           | Intérprete(s)                         | Duración |
| --- | ---------------------------------------------------------------- | ------------------------------------- | -------- |
| 12. | All Is Found (Lullaby Ending) (Outtake)                          | Evan Rachel Wood                      | 1:54     |
| 13. | Home (Outtake)                                                   | Kristen Bell                          | 2:56     |
| 14. | I Seek the Truth (Outtake)                                       | Kristen Anderson-Lopez y Patti Murin  | 4:01     |
| 15. | Unmeltable Me (Outtake)                                          | Josh Gad                              | 1:25     |
| 16. | Get This Right (Outtake)                                         | Kristen Bell y Jonathan Groff         | 3:46     |
| 17. | All Is Found (Instrumental)                                      | Kristen Anderson-Lopez y Robert Lopez | 3:27     |
| 18. | Some Things Never Change (Instrumental)                          | Kristen Anderson-Lopez y Robert Lopez | 3:16     |
| 19. | Into the Unknown (Instrumental)                                  | Kristen Anderson-Lopez y Robert Lopez | 3:16     |
| 20. | When I Am Older (Instrumental)                                   | Kristen Anderson-Lopez y Robert Lopez | 1:52     |
| 21. | Reindeer(s) Are Better Than People (Continuación) (Instrumental) | Kristen Anderson-Lopez y Robert Lopez | 0:14     |
| 22. | Lost in the Woods (Instrumental)                                 | Kristen Anderson-Lopez y Robert Lopez | 3:01     |
| 23. | Show Yourself (Instrumental)                                     | Kristen Anderson-Lopez y Robert Lopez | 4:18     |
| 24. | The Next Right Thing (Instrumental)                              | Kristen Anderson-Lopez y Robert Lopez | 3:36     |
| 25. | Into the Unknown (versión de Panic! at the Disco) (Instrumental) | Kristen Anderson-Lopez y Robert Lopez | 3:08     |
| 26. | All Is Found (versión de Kacey Musgraves) (Instrumental)         | Kristen Anderson-Lopez y Robert Lopez | 3:01     |
| 27. | Lost in the Woods (versión de Weezer) (Instrumental)             | Kristen Anderson-Lopez y Robert Lopez | 3:02     |
|     |                                                                  | Duración total:                       | 77:40    |

| N.º | Título                   | Intérprete(s)                         | Duración |
| --- | ------------------------ | ------------------------------------- | -------- |
| 1.  | Introduction             | Christophe Beck                       | 0:59     |
| 2.  | The Northuldra           | Christophe Beck                       | 2:35     |
| 3.  | Sisters                  | Christophe Beck                       | 1:05     |
| 4.  | Exodus                   | Christophe Beck                       | 1:21     |
| 5.  | The Mist                 | Christophe Beck                       | 2:42     |
| 6.  | Wind                     | Christophe Beck                       | 3:06     |
| 7.  | Iduna's Scarf            | Christophe Beck y Elenco de Frozen II | 4:37     |
| 8.  | Fire and Ice             | Christophe Beck                       | 3:16     |
| 9.  | Earth Giants             | Christophe Beck                       | 1:57     |
| 10. | The Ship                 | Christophe Beck                       | 4:55     |
| 11. | River Slide              | Christophe Beck                       | 2:32     |
| 12. | Dark Sea                 | Christophe Beck                       | 2:47     |
| 13. | Ghosts of Arendelle Past | Christophe Beck                       | 2:58     |
| 14. | Gone Too Far             | Christophe Beck                       | 3:43     |
| 15. | Rude Awakening           | Christophe Beck                       | 2:05     |
| 16. | The Flood                | Christophe Beck                       | 3:34     |
| 17. | Reindeer Circle          | Cantus                                | 1:40     |
| 18. | Reunion                  | Christophe Beck                       | 3:50     |
| 19. | Epilogue                 | Christophe Beck                       | 3:25     |
|     |                          | Duración total:                       | 53:09    |

## Posicionamiento
| Posición (2019)     | Mejor posición |
| ------------------- | -------------- |
| ARIA                | 24             |
| Ö3 Austria          | 7              |
| Ultratop Flanders   | 15             |
| Ultratop Wallonia   | 32             |
| Billboard           | 7              |
| Album Top 100       | 23             |
| SNEP                | 62             |
| Offizielle Top 100  | 11             |
| Oricon              | 7              |
| ZPAV                | 15             |
| Gaon                | 5              |
| PROMUSICAE          | 28             |
| Schweizer Hitparade | 31             |
| US Billboard 200    | 3              |